# Куно I фон Лехсгемюнд
Куно I фон Лехсгемюнд (на немски: Kuno I von Lechsgemünd; * 1020/1030 в Райхфелдерберге; † между 1092 и 1094) е граф на Лехсгемюнд, Пегниц, Харбург (на Вьорниц) и на Фронтенхаузен в Бавария.

## Биография
Той е син на Хайнрих I граф на Пегниц († ок. 1043) от род Швайнфурти и съпругата му, дъщеря наследничка от граф Куно I фон Зулафелд/Зуалафелд от род Велфи († 1092/1094), граф на Лехсгемюнд. Внук е на маркграф Хайнрих I фон Швайнфурт († 1017) и графиня Герберга фон Глайберг-Кинцигау († сл. 1036). Племенник е на Ото III фон Швайнфурт († 1057), херцог на Швабия, и на Бурхард I († 1056), епископ на Халберщат. Брат е на Хайнрих II ан дер Пегниц.
Графовете фон Лехсгемюнд са могъщ франкско-баварски благороднически род през Средновековието с първоначална резиденция в Марксхайм. Те управляват Зуалафелдгау от замъка им Лехсенд (Лехсгемюнд), намиращ се на река Лех.
Куно I фон Лехсгемюнд има конфликт с епископ Гебхард I фон Айхщет († 1057) и е победен от него през 1054 г. Той води типични феодални битки. През 1091 г. той е при император Хайнрих IV във Верона и е известно време също граф в Пустертал. Той дарява множество манастири.

## Фамилия
Куно I фон Лехсгемюнд се жени за Матилда фон Ахалм-Хорбург († 30 септември 1092/1094), дъщеря съ-наследничка на граф Рудолф фон Ахалм († ок. 1050) и Аделхайд фон Мьомпелгард-Вюлфлинген († сл. 1052). Те имат осем деца:
- Емма фон Лехсгемюнд († 1100?), омъжена за Удалшалк I фон Грьоглинг граф в Лурнгау/Лургау († 20 ноември 1115)
- Матилда фон Лехсгемюнд († 19 октомври), омъжена за граф Фридрих II фон Тенглинг (* ок. 1070; † 23 юли 1120)
- Аделхайд фон Фронтенхаузен († 1105/24 февруари 1108), омъжена I. за Маркварт I фон Химгау, граф в Химгау-Изенгау († ок. 1085), II. за граф Улрих фон Пасау († 24 февруари 1099), III. ок. 1100 г. за граф Беренгар I (II) фон Зулцбах (* ок. 1080; † 3 декември 1125)
- Ото I фон Лехсгемюнд-Харбург († ок. 1115), граф на Харбург ан дер Вьорниц († ок. 1115)
- Куно фон Лехсгемюнд-Харбург „Стари“ († ок. 1130), граф на Харбург, вер. женен сл. 1085 г. за Ирмгард фон Рот († 14 юни 1101)
- Бертхолд фон Лехсгемюнд цу Бургек († 25 октомври пр. 1123), граф на Бургек, женен за Беатрикс фон Шайерн-Дахау († сл. 1128), дъщеря на Арнолд I фон Шайерн († 1123), граф на Дахау
- Хайнрих фон Лехсгемюнд (* ок. 1045; † 7 август 1078, убит в битка при Мелрихщат), женен за Ирмгард фон Рот († 14 юни 1101)
- Буркхард фон Лехсгемюнд († 16 май 1112), епископ на Утрехт (1100 – 1112)